# Гродно
Гро́дно або Го́родня — місто в Білорусі, адміністративний центр Гродненської області. Великий вузол автомобільних шляхів та залізниці. Розташоване на заході країни, на берегах річки Німан, біля кордону з Польщею і Литвою (за 15 і 30 км відповідно). Населення станом на 2024 рік — 361 115 мешканців. Місто поділено на два адміністративних райони — Ленінський (біл. Ленінскі) та Жовтневий (біл. Кастрычніцкі).

## Назва
Однією з історичних назв міста є Гарта.

## Історія

### Від заснування міста до третього поділу Речі Посполитої
Гродно (Городен, Кронон, Горадня, Гародня і т. д.) — одне з найстаріших міст Білорусі. Археологічні розкопки показують, що перші слов'янські поселення (дреговичі) на високому березі Німану з'явилися ще в десятому сторіччі. Вперше згадується в перепису міст, що знаходяться в юрисдикції Турівської єпархії (1005 р.). Було культурним, торговим та виробничим центром Чорної Русі. У XII—XIII століттях на місці цих поселень виникло місто, розташоване на перехресті торгових шляхів, яке спочатку було лише невеликою фортецею укріпленого торговельного містечка. Саме від слова «городити» (огороджувати) виникла назва міста.
Прикордонний статус міста обумовив особливу увагу до його зміцнення. Вже в XII столітті тут існували кам'яні укріплення, що було рідкісним явищем у тодішній Русі. Відома також Гродненська школа зодчества, які пов'язують з ім'ям Петра Милонега. Однією з будівель цієї школи є Колозька церква.
До виникнення держав Гродненщину населяли племена: кривичі, ятвяги, литва. Гродно був столицею Городненського князівства за часів Київської Русі при Рюриковичах. В 1241 році, під час князювання Юрія Глібовича, місто було знищено татарами, а в 1284 році — німецькими лицарями. У XIII столітті білоруські князівства почали консолідуватися навколо Новогрудка, беручи участь у створенні нової держави — Великого князівства Литовського. Гродно увійшло в Велике князівство Литовське за часів правління князя Міндовга. У ході боротьби галицько-волинських князів за землі Верхнього Понімання князь Данило Галицький в 1253 році приєднав Гродно до Галицько-Волинського князівства. З 1270 року місто, та й князівство остаточно входять до складу Великого князівства Литовського.
З 1284 року і до кінця XIV століття Гродно і Гродненський замок перебували на одному із стратегічних напрямків ударів Тевтонського ордену під час війни ордена з Великим князівством Литовським. Приблизно в 1300 році каштеляном Гродненського замку стає знаменитий Давид Городенський, найближчий соратник Гедиміна. Під його керівництвом місто героїчно відбивало всі атаки хрестоносців.

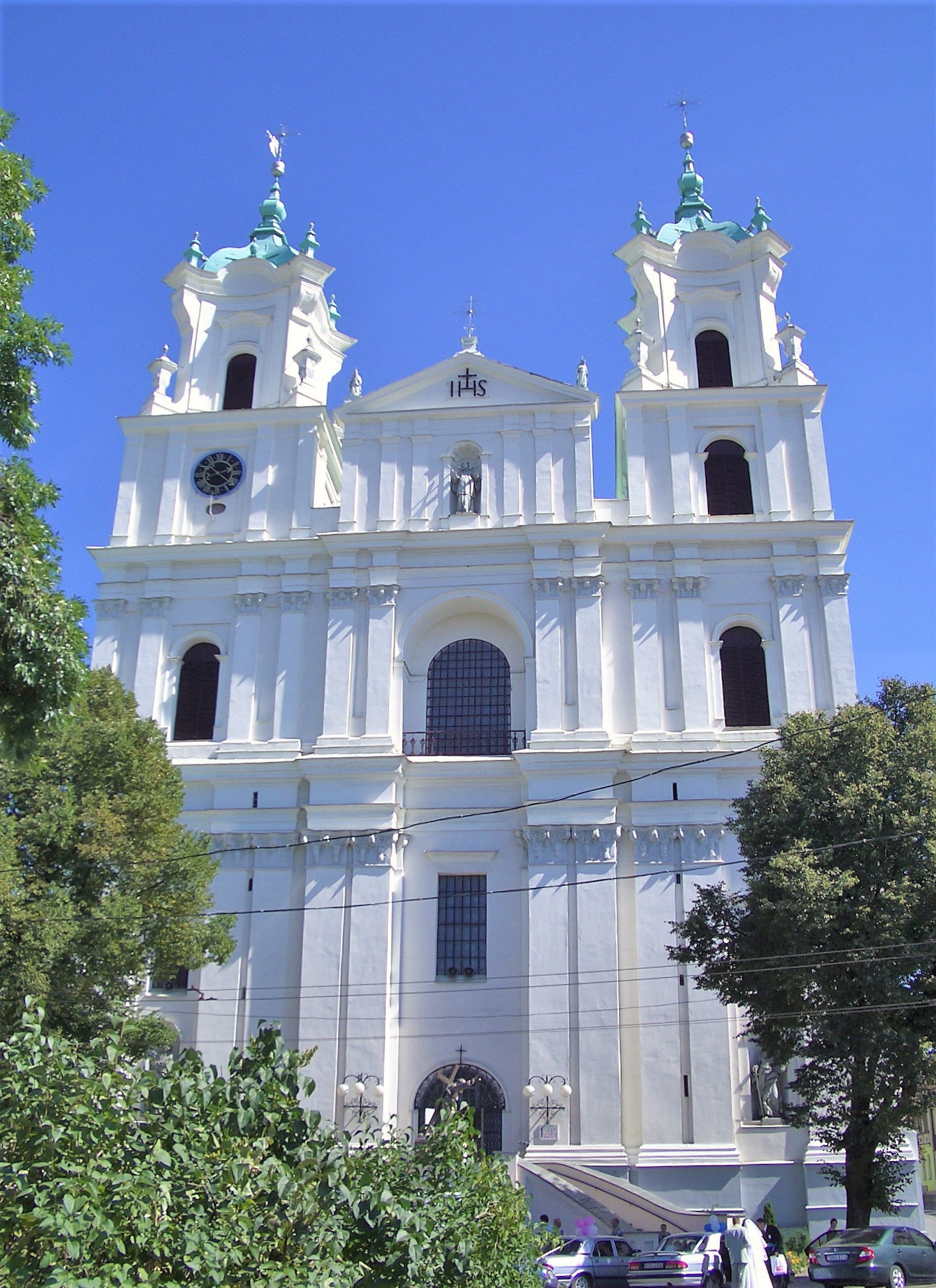
Фарний (парафіяльний) костел Св. Франциска Ксаверія (1678)

З 1376 року Гродно перейшло у володіння князя Вітовта, який зробив місто в 1392 р. своєю другою столицею; Гродно незабаром стає найкращим, після Вільни, містом країни. Гродненська хоругва (полк) у складі Великого князівства Литовського брала участь, під керуванням Вітовта, у Грюнвальдськой битві.
1413 року місто стало повітовим містом Трокського (Тракайського) воєводства. В 1391 р. місту було даровано неповне, а в 1496 — повне Магдебурзьке право. Місто дістало магістратуру, а в 1540 свій герб — зображенням оленя з золотим хрестом між рогами, що перескакує через огорожу («Олень св. Губерта»).
Після Люблінської унії 1569 року, що об'єднала Велике князівство Литовське та Польщу в федеративну державу — Річ Посполиту, Гродно стало центром Гродненського воєводства. У місті почали проводитися сейми.

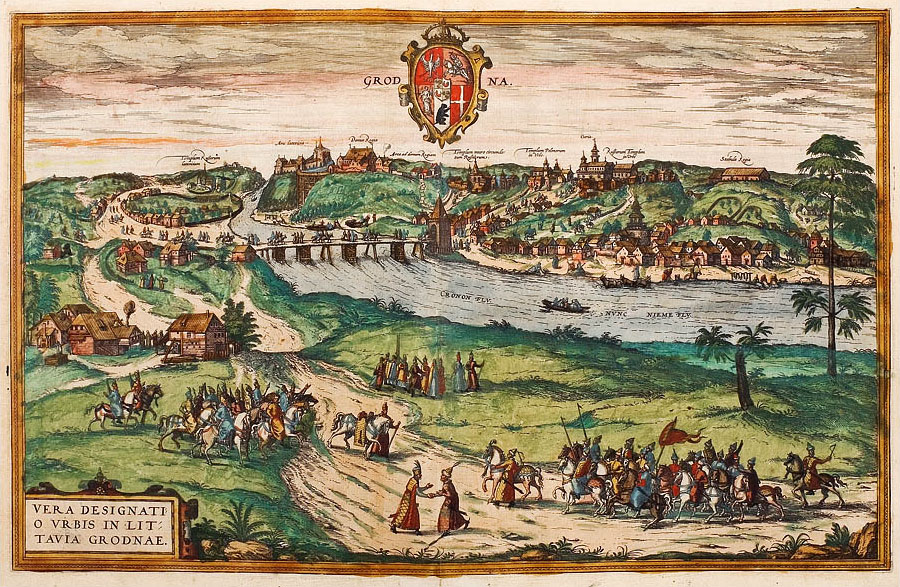
Гродно у 1575 році

Монарх Речі Посполитої, польський король і великий князь литовський Стефан Баторій в 1576 р. перебудував замок, відомий як Старий, і палац у стилі ренесансу (архітектор Ското), у якому розташовувалася королівська резиденція аж до смерті Баторія в 1586 р. У місті розвивалися торгівля та ремесла. Після об'єднання православних і католицьких церков у Гродні облаштувалися ордени домініканців, францисканців, єзуїтів, бернардинців, кармелітів і бригіток. До кінця XVIII століття а в місті було 9 костелів і 2 греко-католицьких монастирі. 

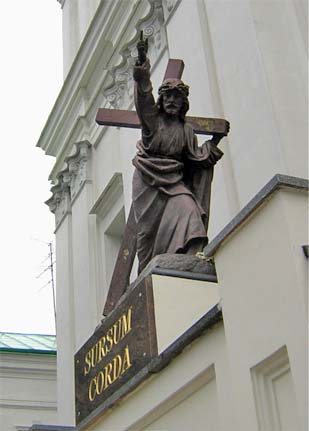
Статуя Христа перед Фарним костелом.

1650—1740-ті роки — час економічного занепаду в розвитку міста, що було наслідком поглиблення феодально-кріпосницьких відносин і численних війн.
У період війни між Москівщиною і Річчю Посполитою 1654—1667 роках місто у 1655—1657 роках було захоплене московськими військами, під час московсько-шведської війни 1656—1658 роками захоплено шведськими військами. Незабаром у місті був побудований замок як місце збору Сейму і Сенату, і з 1678 року кожен третій сейм проходив у Гродні, місто отримало неофіційний статус третьої столиці Речі Посполитої. Під час Північної війни 1700–1721 рр. в 1702–1708 рр. кілька разів переходило з рук в руки, було зруйноване і пограбоване шведськими військами, а в 1709–1710 пережило епідемію чуми, у результаті якої загинула значна частина населення
У зв'язку з військовими діями в районі Гродна у вересні 1705 року сюди приїжджав московський цар Петро I і зустрічався в Фарному Костелі з польським королем Августом II. Великих збитків завдали місту пожежі 1675, 1720, 1750 і 1782 рр. Тільки в другій половині XVIII століття почалося пожвавлення. У 1770—1780 роках гродненський староста Антоній Тізенгауз заснував у місті та його околицях низку мануфактур: суконну, полотняну, збройну, панчішну, каретну тощо. Ним же було відкрито перший у місті театр. З 1775 з 1781 рік у Гродні існувала медична академія.
27 травня 1793 року в Гродні у приміщенні Нового Замку відбувся останній польський сейм (т. з. «Німий сейм»), що затвердив другий розділ Речі Посполитої. Гродно було одним з вогнищ повстання Тадеуша Костюшка 1794 року. У 1795 році внаслідок третього поділу Речі Посполитої місто увійшло до складу Російської імперії. У Гродні відбулося зречення від престолу останнього короля Польщі — Станіслава II Августа Понятовського.

### У складі Російської імперії

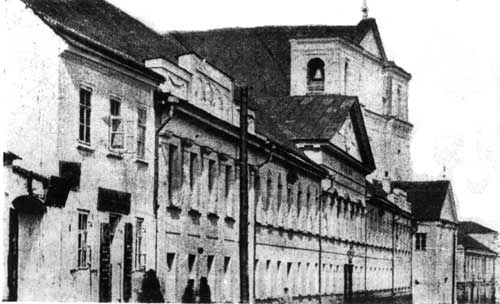
Домініканський монастир. Знищений у 1874 р.

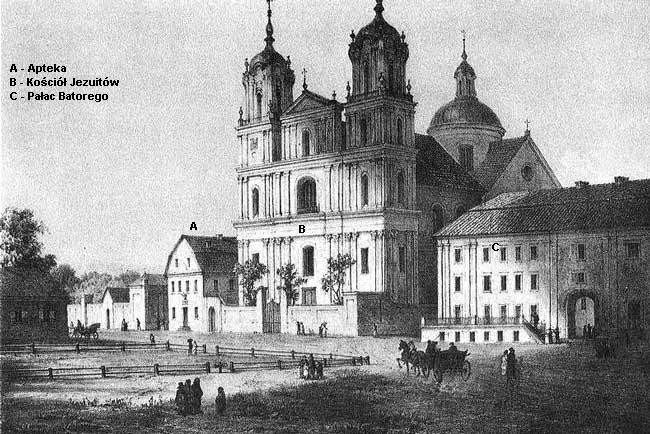
Головна площа

1801 року Гродно стало центром Гродненської губернії. Продовжували розвиватися мануфактури, у тому числі ті, що працювали на вільнонайманій праці. У 1803 році завершено роботи по реконструкції Огінського каналу, що з'єднав басейни Дніпра і Німана, після чого гродненська пристань стала однією з найбільших на Німані.
Під час Франко-російської війни 1812 року до Гродна 2 липня вступили війська Наполеона. В цілому польсько-литовська громада Гродненщини вітала прихід французьких військ. Гродно стало центром однойменного департаменту тимчасового Литовського князівства, проголошеного Наполеоном.
У місті було створено загін Національної гвардії князівства з 290 чоловік, жандармерію з 856 чоловік.
Також у Гродні було здійснено набір рекрутів у литовські (фактично — литовсько-білоруські) піхотні та кавалерійські частини. За післявоєнними оцінками російського цивільного губернатора Гродна, з губернії в армію князівства пішло близько 6400 осіб, з них за указами про мобілізацію 2495 піхотинців та 1103 кавалеристів (фактично французькій план призову було зірвано). Мобілізовані до складу армії Литовського князівства солдати брали участь у боях проти російської армії на заключному етапі війни 1812 року, а також у кампаніях 1813 і 1814 років.
З містом пов'язана діяльність першої в Росії жінки-офіцера Н. А. Дурової, яка служила у Гродні в Литовському уланському полку. Російські війська знову зайняли місто 8 грудня.
У XIX столітті в місті спостерігалася тенденція до русифікації і дискримінації поляків, а також посилення позицій православної церкви. Один з костьолів (т. зв. Фара Вітовта) було перетворено у православний Софійський собор; монастир бернардинок, заснований в 1621 — у Борисоглібський чоловічий монастир; греко-католицький жіночий монастир василіянок (заснований у 1633 році) — у Різдво-Богородичний жіночий монастир. З усіх католицьких монастирів було залишено два: францісканський чоловічий і Бригітський жіночий.
У районі Гродна діяли загони повстанців під час національно-визвольного повстання 1830—1831 рр. Після скасування кріпосницького права 1861 Гродно розвивалося як один з промислових центрів Білорусі. У 1862 через місто пройшла Петербурзько-Варшавська залізниця, що сприяла розвитку ремісничих майстерень, деревообробної та тютюнової промисловості. У 1863 р. Гродненська губернія була охоплена національно-визвольним повстанням під керівництвом Кастуся Калиновського). У 1885 історичний центр Гродна було зруйновано в результаті великої пожежі.
На момент приєднання Гродна до Росії, там проживало до 4000 мешканців, у більшості — євреї; у 1816 року — 9873 мешканці, з них 8422 євреї та 1451 християнин; у 1856 р. — 18 386 мешканці; у 1891 р. — 49 952 мешканців (включно з 6737 військовослужбовцями гарнізону), з них 29 779 євреїв, 11 497 православних, 8243 католиків, 281 протестантів, 152 магометан. Були дві гімназії (чоловіча та жіноча) та ремісниче училище, три лікарні, 4 аптеки; 5 банкірських контор; 4 друкарні; 6 бібліотек; 3 клуби; міський театр з літнім приміщенням, 56 фабрик і заводів, у тому числі машинобудівний завод.

### Гродно в епоху Першої світової та громадянської воєн

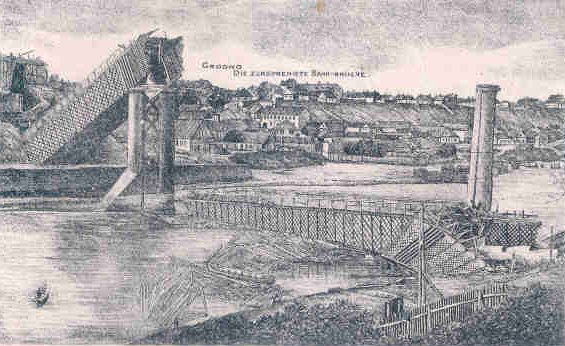
Підірваний залізничний міст через Німан (1915)

У ході Першої світової війни місто було захоплено кайзерівськими військами (3 вересня 1915 року); 10 квітня 1919 року зайнятий Польщею. У ході радянсько-польської війни Червона армія зайняла місто в липні 1920 р., але в жовтні його було знову зайнято поляками, які завдали під містом значної поразки Червоної Армії. За умовами Ризького мирного договору 1921 року Гродно у складі Західної Білорусі відійшло до Польщі.
Тільки до кінця 1920-х років у місті вдалося відновити промисловість та інфраструктуру. Населення скоротилася з 63 тис. осіб (1913) до 49 тис. (1931).

### У складі Польської Республіки
У 1919-1939 роках (на практиці з 1921 року) Гродно знову належало Польщі. Гродно було центром повіту в Білостоцькому воєводстві.  61% жителів міста складали поляки, 36% євреї, 2% білоруси, литовці <1% та інші крихітні групи. Загалом польська влада уникала відкриття білоруських шкіл чи проповідей. Вірніше відкривалися польські чи польсько-білоруські школи. У місті були римо -католицькі церкви, православні церкви та єврейські синагоги. Польська влада прихильно поставилася до будівництва ще однієї православної церкви у Гродно - вона була побудована для білорусів з ініціативи польської влади. Загалом, це може бути прийнято, за винятком польської влади, щодо розвитку білоруської культури та релігії. Польська влада не була оптимістично налаштована щодо білоруської мови, а радше рекомендувала їй говорити польською. Деякі білоруси були полонізовані.

### Друга світова війна
У вересні 1939 року, після розділу Польщі Німеччиною та СРСР, Гродно після дводенної оборони було окуповане Червоною армією, що перестріляла 300 полонених захисників міста; після цього в місті пройшов спільний радянсько-нацистський «парад перемоги» (як його називали німці), який з радянської сторони брав В. І. Чуйков. Гродно увійшло до складу Білоруської РСР; як і в інших знову приєднаних місцевостях, у ньому було проведено серія арештів та масових депортацій у Сибір і Казахстан, останні — буквально за 2 дні до нападу Німеччини.
Відразу ж після початку німецько-радянської війни Гродно було захоплено військами Німеччини (в ніч з 22 на 23 червня 1941 р.). При цьому, під час відступу Червоної армії місцеве населення стріляло по ній з горищ. Зайнявши місто, німецька влада встановила жорсткий режим. Було вбито і закатовано в таборі смерті під Фолюшем близько 33 тисяч осіб. У різних концентраційних таборах на території Польщі було знищено велику частину єврейського населення міста.
У ході Вільнюської і Білостоцької операцій 1944 року місто було зайняте військами 3-го Білоруського фронту (16 липня).

### Гродно в складі Радянського Союзу і Республіки Білорусь

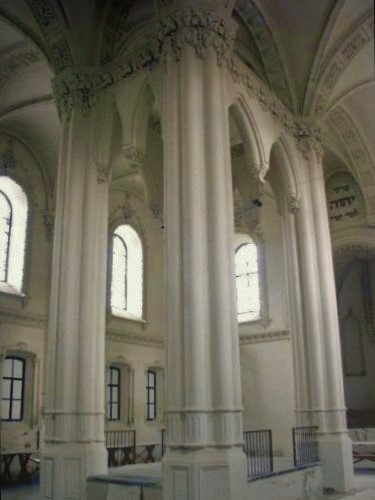
Велика хоральна синагога Гродна

З вересня 1944 р. Гродно — центр Гродненської області Білоруської РСР. Місто не дуже сильно постраждало в результаті війни: більшу частину визначних пам'яток міста вдалося зберегти. Однак після війни було знесено багато історичних будівель, наприклад, в 1961 р. підірвано фарний костел Вітовта XIV століття, жіночий монастир бернардинок, на місці якого у 1977 році почали зводити будинок обласного драмтеатру, ряд інших визначних пам'яток. У планах реконструкції міста, які приймалися в 1960-х роках, було повне знесення деяких історичних кварталів, проте їм не судилося збутися.
Швидке відновлення зруйнованої гітлерівцями промисловості та активне будівництво інфраструктури (в тому числі каналізації) сприяло розвитку міста. Довоєнного рівня населення місто досягло лише в середині 1950-х років. У цей період місто стало перетворюватись у великий центр промисловості на заході Білорусі, число мешканців до 1988 року збільшилось у 5 разів у порівнянні з 1939 р.
З 1991 року місто в складі Республіки Білорусь. Сьогодні це — місто, багате історичними, архітектурними і культурними пам'ятками. З 2003 у рамках програми благоустрою білоруських міст розпочато активні роботи по відновленню історичного вигляду міста. Відновлено ботанічний сад, міський парк «Гродненська Швейцарія», парк Каложа, в 2006 р. завершено реконструкцію центральної міської площі, пішохідної вулиці та інших об'єктів, заплановано реконструкцію замків і Колозької церкви. У 2008 завершено реконструкцію Старого мосту через річку Німан. Обговорюється питання про відновлення фасаду ратуші та фари Вітовта.

## Населення
Станом на 2005 населення міста становило 317 366 мешканців. Більшу частку населення становили білоруси — 62,3 %, поляки — 24,8 %, росіяни — 10,1 %, українці — 1,8 %, євреї — 0,4 %, литовці — 0,2 %, татари — 0,2 %, інші національності — 0,4 %.

## Економіка
Гродно є великим промисловим центром Західної Білорусі. Найбільш розвинуті легка промисловість, хімічне виробництво, харчова промисловість (машинобудівельна і металообробна галузь, (виробництво карданних валів і верстатів). У місті працюють підприємства електроенергетики, деревообробної, шкіряної, будівельних матеріалів, тютюнова фабрика та лікеро-горілчаний завод.

## Освіта
У Гродні працює 97 дошкільних закладів, 40 загальноосвітніх шкіл. 3 державні вищі навчальні заклади: Гродненський державний університет, Медичний університет, Сільськогосподарський університет, Гродненська вища духовна семінарія.
Функціонують Гродненський історико-археологічний заповідник, Гродненський історико-археологічний музей (засновником музею був Юзеф Ядковський).

## Транспорт
Гродно є великим транспортним вузлом. У місті працюють аеропорт, залізничний вокзал і автовокзал. Є розвинута мережа міського комунального транспорту. Автобусне сполучення існує з 1930 року. У місті діє 57 автобусних і 20 тролейбусних маршрутів. Місто має залізничне сполучення з Мінськом, Вітебськом, Гомелем, Могильовом, Мостами, Москвою і Білостоком. Є залізничний міст через Німан.

## Пам'ятки архітектури

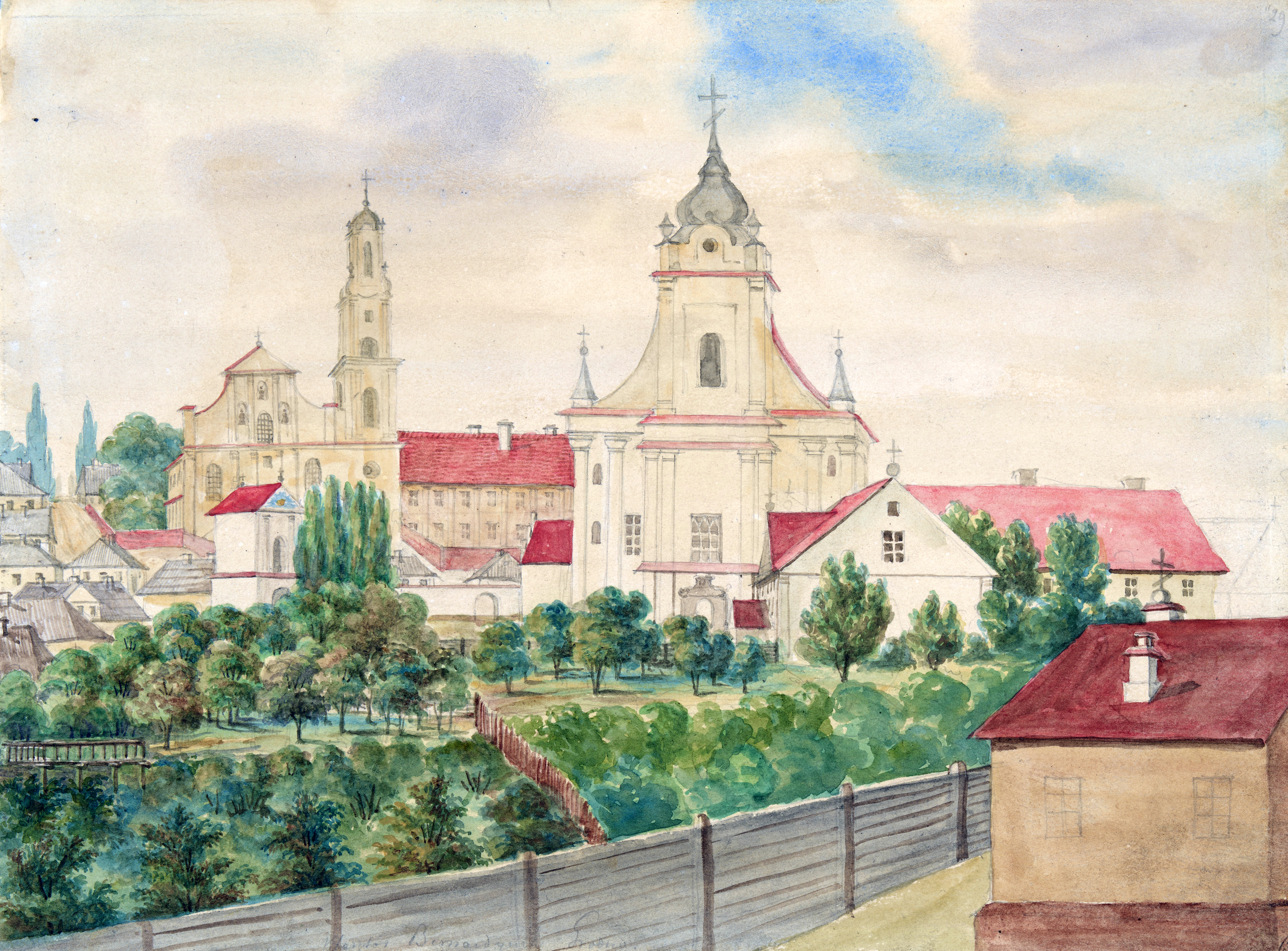
Монастир бернардинок на малюнку Н.Орди. Втрачений у 1977 р.

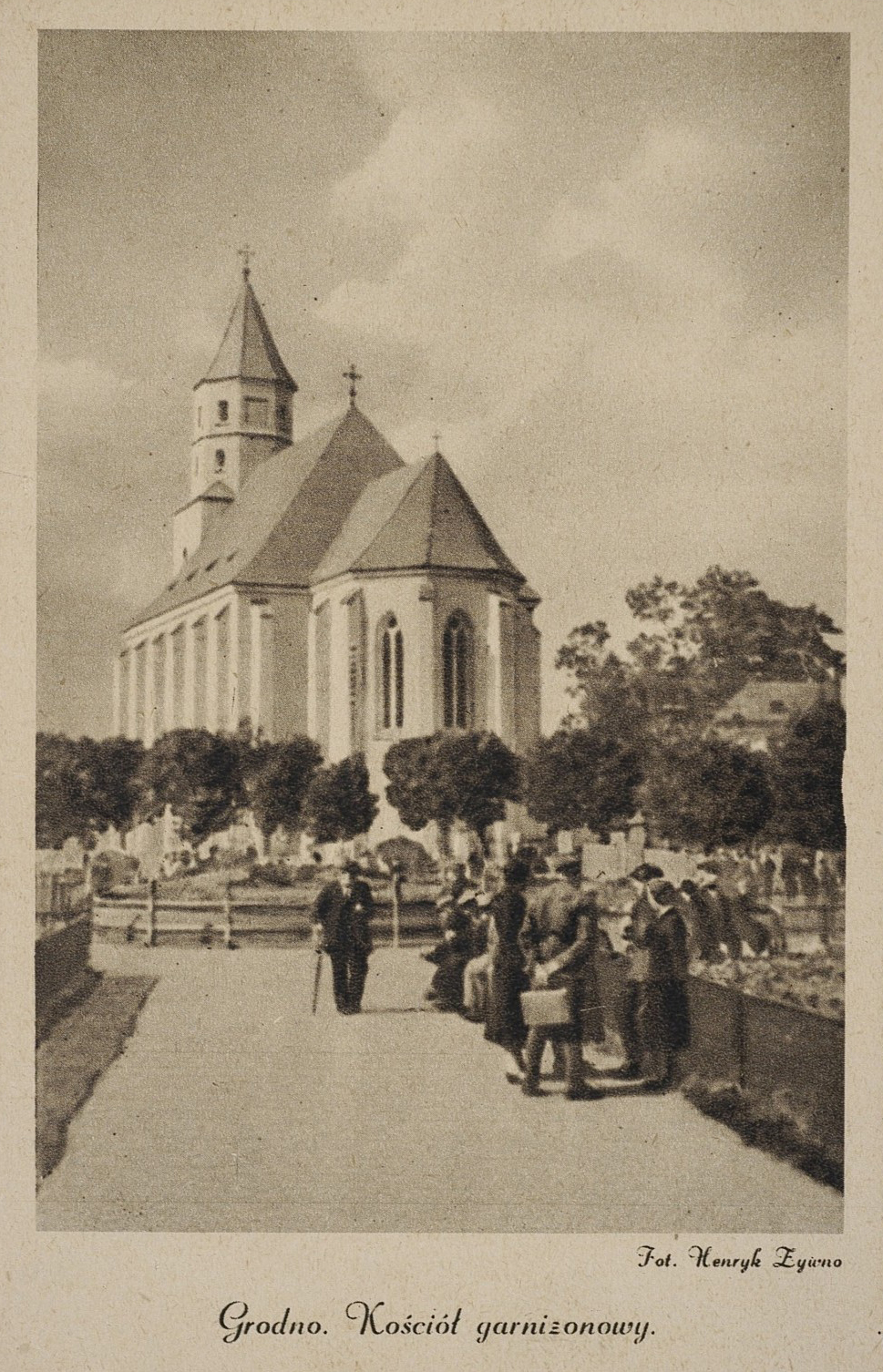
Фара Вітовта на довоєнному фото.

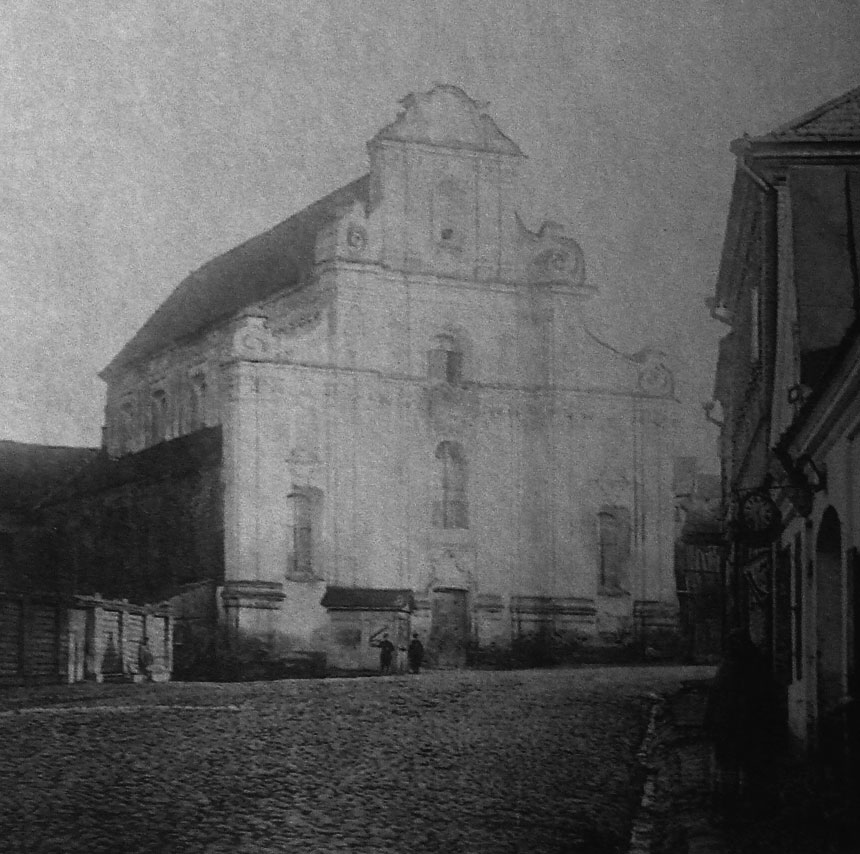
Кармелітський костел незадовго до знищення.

- Борисоглібська (Колозька) церква (XII ст.) — зразок давньоруського кам'яного будівництва. Розташована на березі Німана, збереглася не повністю.
- Старий (Верхній) замок. Сягає до XII ст. Неодноразово перебудовувався у часи Вітовта, Стефана Баторія та у XVII–XIX ст. Нині Гродненський історико-археологічний музей. Збереглися рештки церкви XII ст.
- Новий (Нижній) замок. 1734–1751, 1789 рр. Велика класицистична палацова будівля — колишня резиденція останніх польських королів.
- Костел Франциска Ксаверія (колишній єзуїтський). Збудований в 1678–1705 рр., сучасний вигляд отримав після перебудови 1750–1752 рр. Одна з найбільших пам'яток польського бароко на білоруських теренах. У храмі — бароковий вівтар та розписи 1752 р.
- Інші будівлі колишнього єзуїтського монастиря, у тому числі аптека — двоповерхова кам'яниця XVII–XIX ст.
- Монастир Різдва Пресвятої Богородиці. Першу церкву на цьому місці закладено ще у XII ст. Потім тут був монастир (православний, потім василіянський, згодом і до цього дня знову православний). Центр ансамблю — барокова однобанна тринавна церква Різдва Богородиці 1726–1751 рр. архітектори Юзеф та Якуб Фонтана.
- Францисканський монастир. XVII–XVIII ст. Центр ансамблю — бароковий тринавний костел Діви Марії Янгольської (1630-і рр., XVIII ст.) із триярусною дзвіницею.
- Бернардинський монастир. Пам'ятка архітектури кінця XVI — середини XVIII ст. Центр монастиря — тринавний костел Відшукання Хреста (в основному, 1602–1618 рр.) з чотирьох'ярусною дзвіницею XVIII ст.
- Монастир бригідок. Найбільшу цінність мають однонавний костел 1645–1651 рр. та лямус кінця XVIII ст. — дерев'яний двоповерховий будиночок келій.
- Т. зв. «Баторіївка» — первісно двоповерхова ренесансна кам'яниця другої половини XVI ст. Місце смерті короля Стефана Баторія у 1586 р. У XIX ст. перебудована, надбудована третім поверхом.
- Палац адміністраторів — 1780-і рр., класицизм.
- Будинок віце-адміністраторів (палац Валицького), друга половина XVIII ст., класицизм.
- Будівля старої гімназії. 1735 р., класицизм.
- Велика синагога.
- Лютеранська кірха. 1912 р., модерн.
- Зоопарк
- Будівля драмтеатру (1980-е роки).
- Міський парк «Гродненська Швейцарія».

Деякі споруди не дійшли до нашого часу, бо були знищені за часів царату або більшовиками у повоєнний період:
- Костел домініканців Матері Божої Руженцової. Початок XVIII ст., т. зв. «сарматський стиль». Знищений у 1874 р.
- Костел кармелітів. 1738–1765 рр. Одна з найбільших пам'яток доби бароко на білоруських теренах. Знищений у 1903 р.
- Костел Пресвятої Діви Марії — Фара Вітовта. Заснований князем Вітовтом наприкінці XIV ст. До 1586 р. Стефан Баторій звів великий готичний костел із вежею перед центральним порталом. Собор було перебудовано у XIX ст., за часів Другої Польщі реконструйовано у гіпотетичних первісних формах. Храм знищено у 1961 р.
- Міська ратуша. XVIII ст., класицизм. Знищена в 1946 р.
- Монастир бернардинок із костелом Різдва Діви Марії (XVIII–XIX ст.), знищений у 1977 р.

### Галерея

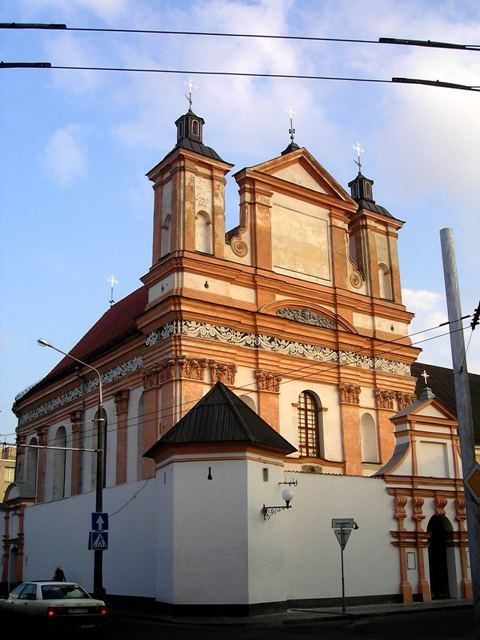
Костел бригідок, 1646-1651 рр.
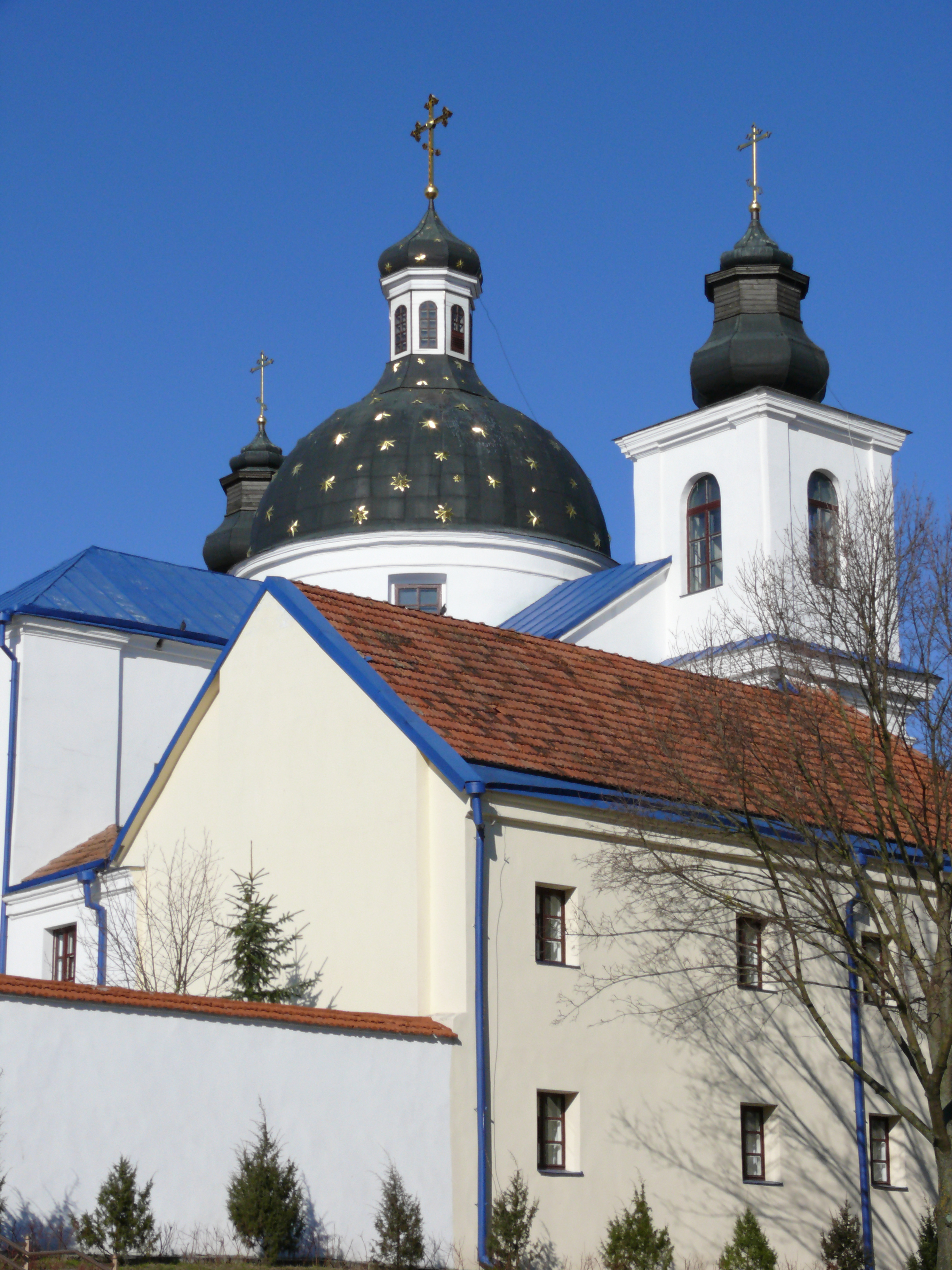
Церква і монастир Різдва Пресвятої Богородиці, 1726-1751 рр.
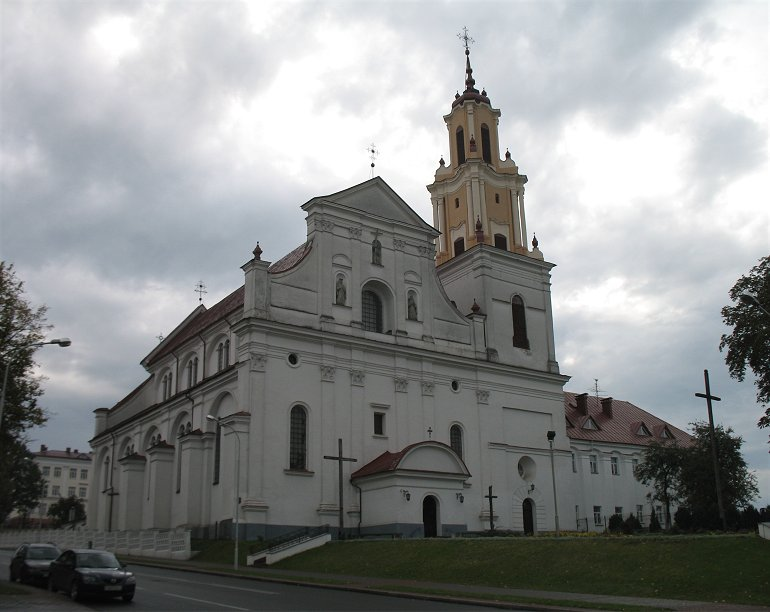
Бернардинський костел, XVII-XVIII ст.
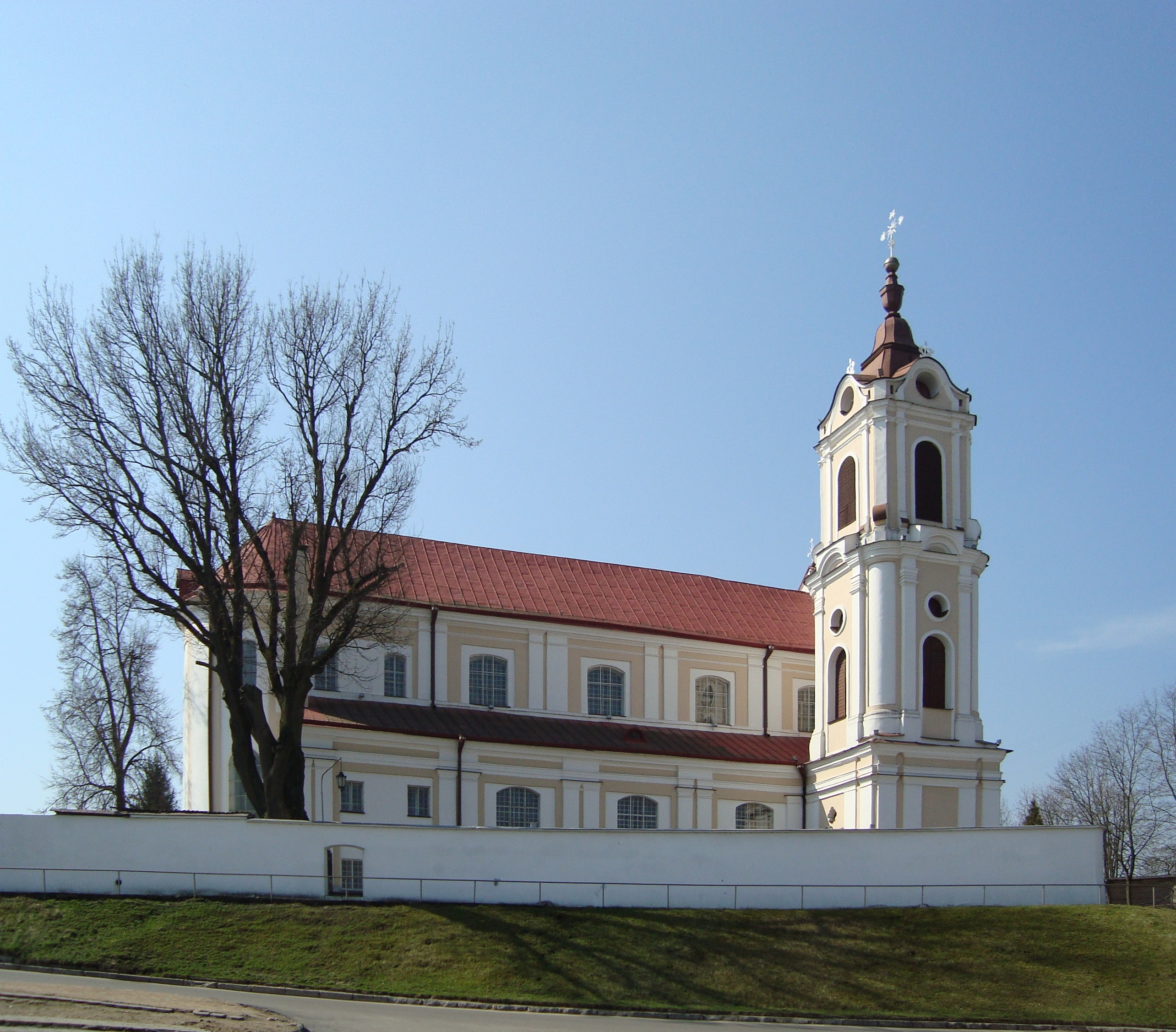
Францисканський костел, XVII-XVIII ст.
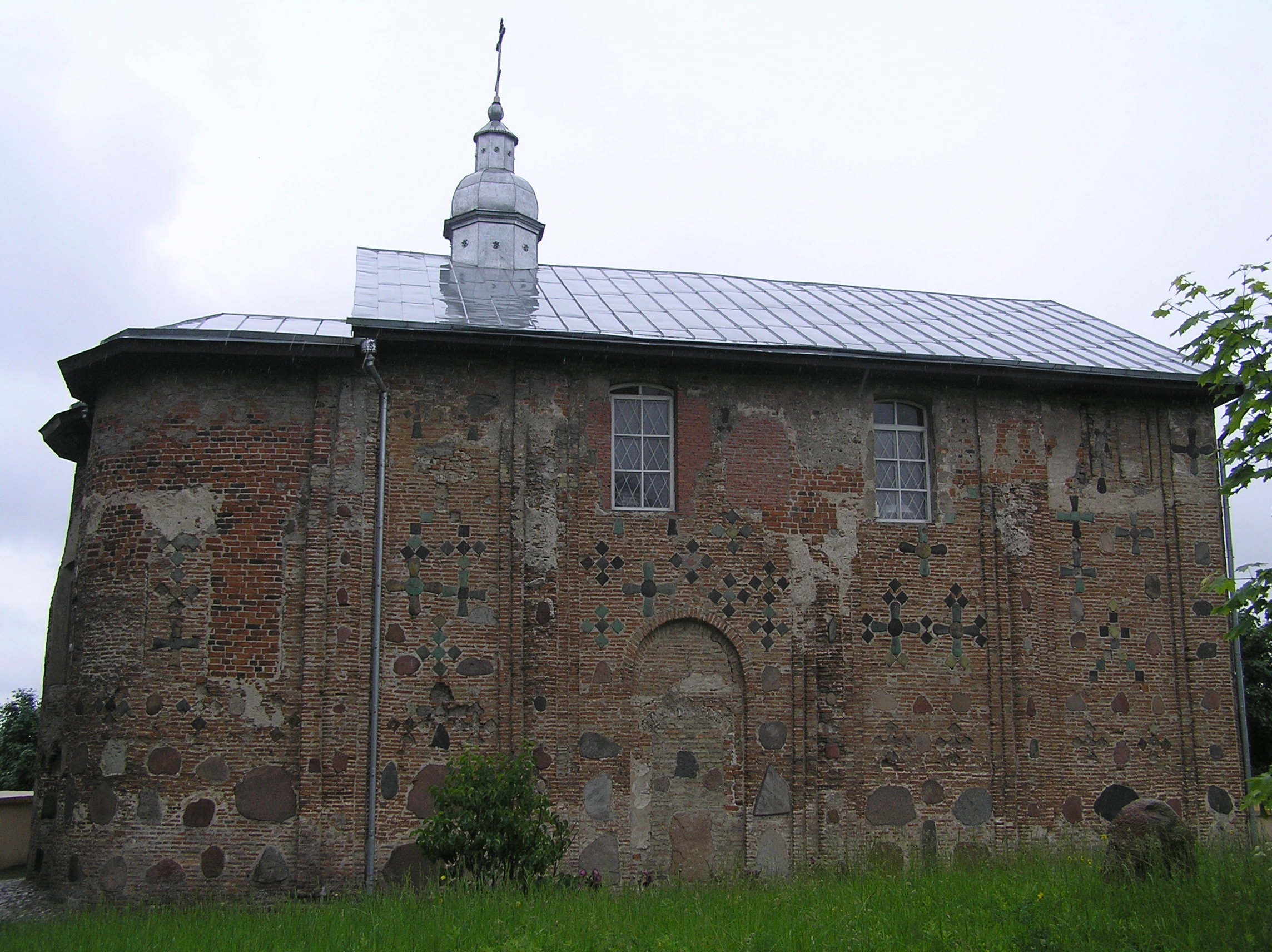
Колозька церква
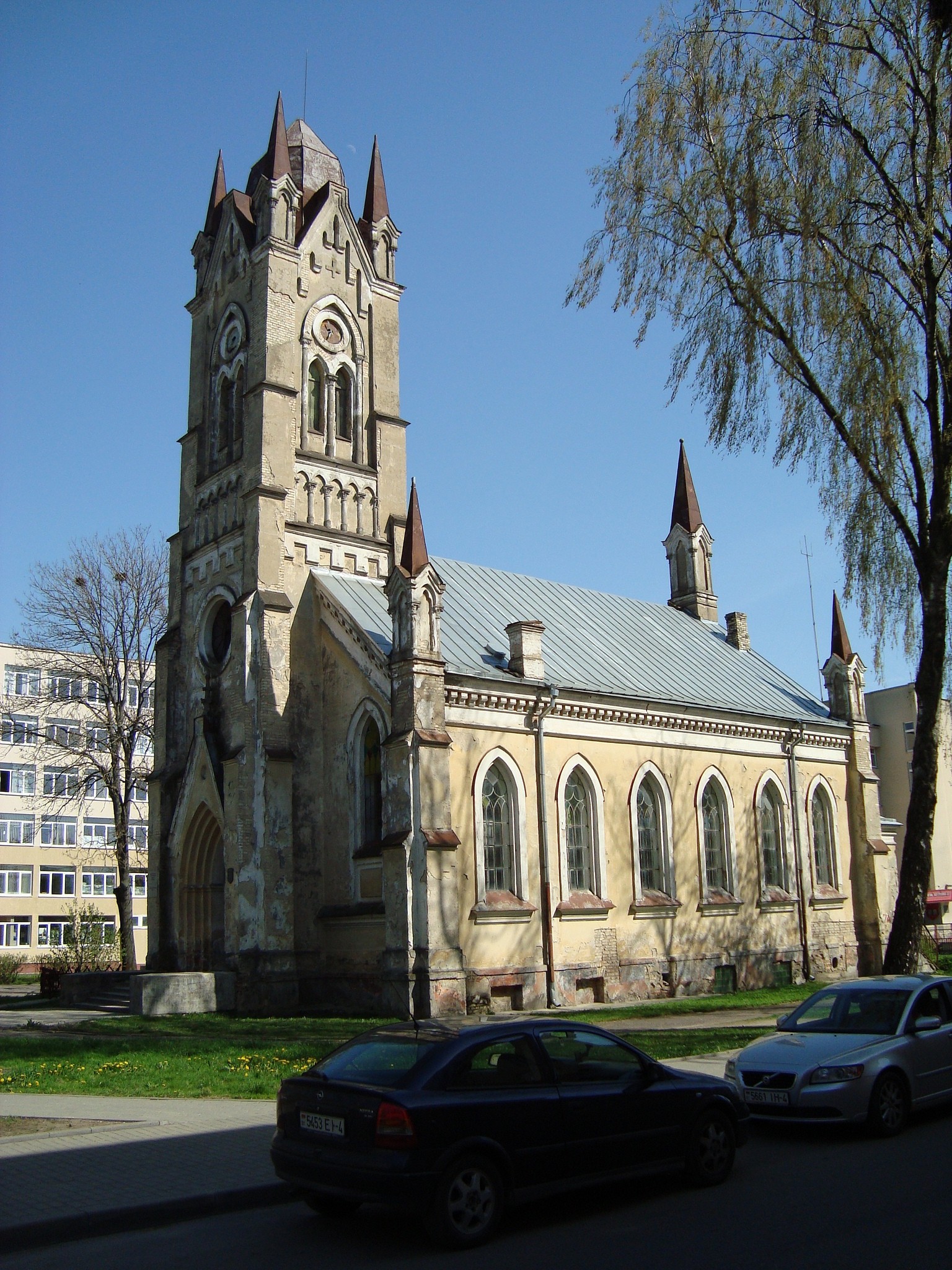
Лютеранська кірха

## Люди

### Народилися
- Єдешко Дмитро Вікторович — білоруський хокеїст, захисник.
- Пол Баран — американський інженер, науковець і винахідник.
- Гелена Готліб (1885—1943) — польська актриса театру і кіно на ідиші.

Див. також: Категорія:Уродженці Гродна